# Geher-Länderkampf der Männer 1984 BR Deutschland – Polen – Schweiz
| 3. Leichtathletik-Länderkampf mit bundesdeutscher Beteiligung 1984 | 3. Leichtathletik-Länderkampf mit bundesdeutscher Beteiligung 1984 |
| ------------------------------------------------------------------ | ------------------------------------------------------------------ |
|                                                                    |                                                                    |
| Gehervergleich der Männer: BR Deutschland – Polen – Schweiz        |                                                                    |
| Austragungsort                                                     | Eschborn                                                           |
| Wettbewerbe                                                        | 1                                                                  |
| Datum                                                              | 3. Juni                                                            |
| 1. POL 2. FRG 3. SUI                                               | 23 P 17 P 06 P                                                     |
| Chronik                                                            |                                                                    |
| ← FRG-BGR-FIN Werfer (F)                                           | FRG-POL-DNK Geher (F) →                                            |

Im dritten Vergleich des Länderkampfjahres 1984 war wiederum nur ein Teilbereich aus dem allgemeinen Leichtathletikprogramm vertreten. Die bundesdeutschen Geher traten am 3. Juni in der südhessischen Stadt Eschborn gegen Polen und die Schweiz an. Mit Polen hatte es vor dieser Veranstaltung noch keine Begegnung der bundesdeutschen Geher gegeben. Auf die Schweiz dagegen war die Bundesrepublik in Zweiländerkämpfen der Geher bereits acht Mal gestoßen. Die ersten vier Begegnungen hatte allesamt die Schweiz mit ihren damals starken Gehern gewonnen. Seit 1961 hatte die Bundesrepublik jeweils vorne gelegen. So lautete die Zwischenbilanz vier zu vier. Zwischenzeitlich hatte es darüber hinaus Begegnungen unter Beteiligung von weiteren Teilnehmern gegeben, in denen jeweils die bundesdeutschen Geher gesiegt hatten. Auch die Geherinnen trugen in Lage zum selben Datum einen Dreiländerkampf aus.

## Modus
Auf dem Programm stand ausnahmsweise nur ein Wettbewerb über 20 Kilometer. In der Regel wurden in Geherländerkämpfen der Männer immer zwei Streckenlängen angeboten. Jedes Team trat pro Disziplin mit drei Teilnehmern an, die alle gewertet wurden. Die Punkte wurden wie folgt vergeben. 1. Platz: 10 Punkte / 2. Pl.: 8 P / 3. Pl.: 7 P / 4. Pl.: 6 P.

## Ergebnis
Einzelsieger wurde ein Geher aus Polen. Mit den Rängen eins, drei und vier sammelte das polnische Team gleichzeitig auch die meisten Punkte für die Gesamtwertung. So setzte sich Polen mit 23 Punkten bei einem Vorsprung von sechs Punkten vor der Bundesrepublik Deutschland durch. Die Schweiz landete mit sechs Punkten abgeschlagen auf dem dritten Platz.

## Resultat

### 20-km-Straßengehen
| Platz | Athlet               | Land | Zeit (h) |
| ----- | -------------------- | ---- | -------- |
| 1     | Jan Klos             | POL  | 1:27:27  |
| 2     | Horst-Joachim Matern | FRG  | 1:29:16  |
| 3     | Gregorz Ledziow      | POL  | 1:29:25  |
| 4     | Zbigniew Wiśniowski  | POL  | 1:29:26  |
| 5     | Alfons Schwarz       | FRG  | 1:31:16  |
| 6     | Franz-Josef Weber    | FRG  | 1:31:58  |
| 7     | Sylvestre Marclay    | SUI  | 1:35:23  |
| 8     | Bernard Binggeli     | SUI  | 1:39:10  |
| 9     | Raymond Buffet       | SUI  | 1:42:06  |